# Пана (приток Варзуги)
Па́на — река в России, протекает в Мурманской области; правый приток реки Варзуга.

## География
Река Пана берёт начало в системе озёр близ горы Фёдорова Тундра. Течёт на юго-восток. Устье реки находится на 97-м км правого берега реки Варзуга. Длина реки составляет 114 км, площадь водосборного бассейна 2890 км². В устье ширина Паны составляет около 100 м. На реке Пана есть несколько озёр. Основные притоки Паны: Пунзуй, Индель, Пурумуайе, Полисарка, Лебяжья, Черная.
В реке в большом количестве водится сёмга.

## Данные водного реестра
По данным государственного водного реестра России относится к Баренцево-Беломорскому бассейновому округу, водохозяйственный участок реки — реки бассейна Белого моря от западной границы бассейна реки Иоканга (мыс Святой Нос) до восточной границы бассейна реки Нива, без реки Поной, речной подбассейн реки — подбассейн отсутствует. Речной бассейн реки — бассейны рек Кольского полуострова и Карелии, впадает в Белое море.
Код объекта в государственном водном реестре — 02020000212101000007820.